# Militär degradering

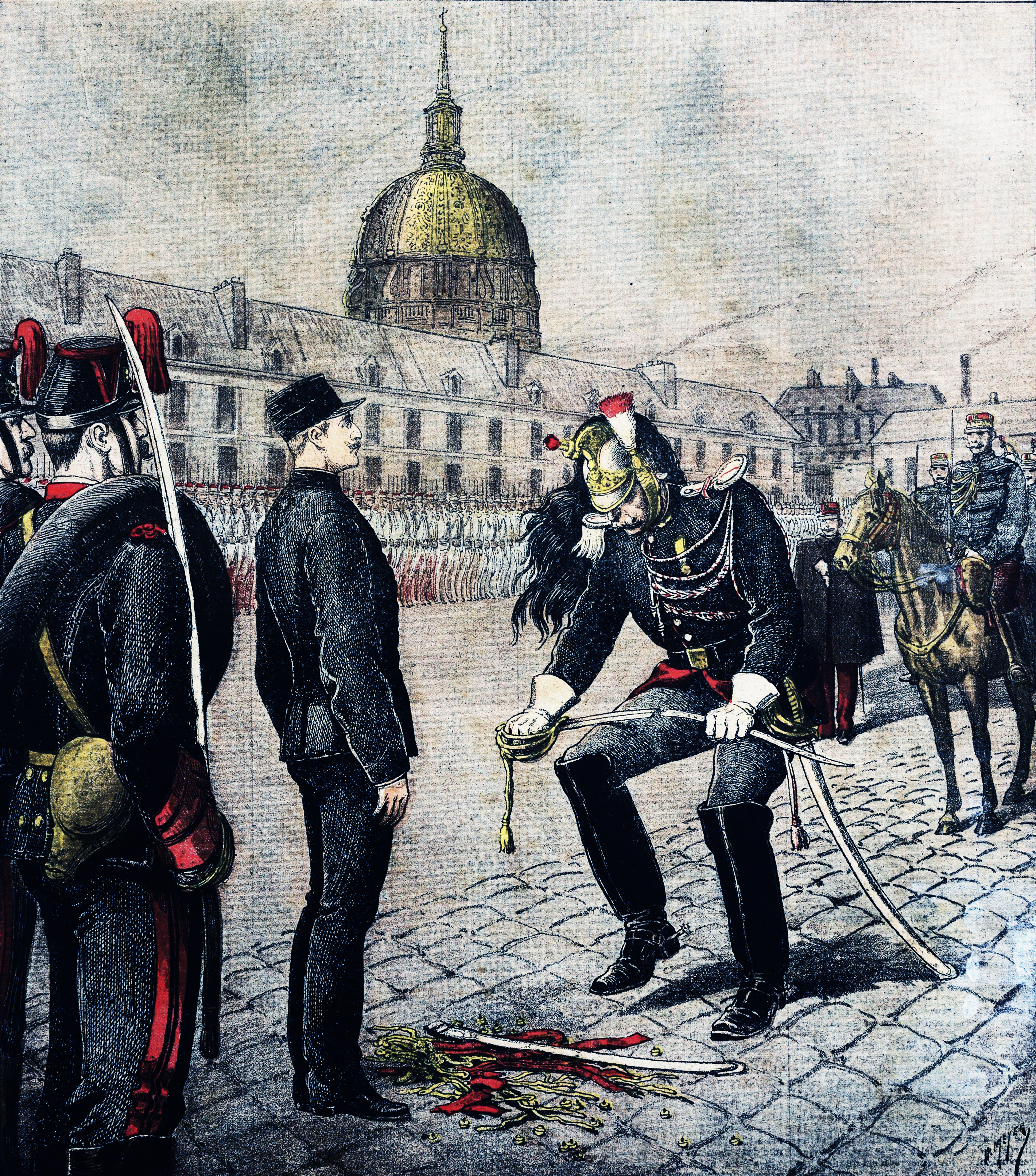
Alfred Dreyfus offentliga degradering år 1895.

Militär degradering avser en bestraffning där man berövar någons militära tjänstegrad för till exempel grovt tjänstefel eller annan överträdelse av betydande art. Degraderingen sker ofta under förödmjukande former.